# Karl Bartos
Karl Bartos  (født 31. maj 1952 i Marktschellenberg, Tyskland) er en tysk musiker og professor. I perioden 1975 til 1991 var Karl Bartos, sammen med Wolfgang Flür, medlem af den tyske gruppe, Kraftwerk, hvor Bartos spillede på elektriske trommer.

## Kraftwerk 1975 – 1991
Karl Bartos regnes sammen med Ralf Hütter, Florian Schneider og Wolfgang Flür for at udgøre den originale del af gruppen, da det var i den periode, at Kraftwerk lavede deres mest betydningsfulde albums på trods af, at der havde været andre ind over gruppen inden Bartos kom til.
I 1991 forlod Karl Bartos Kraftwerk i skuffelse over, at de ledende medlemmer af gruppen, Ralf Hütter og Florian Schneider blev så perfektionistiske, at det nedsatte farten på produktionerne af deres albums og muligheden for improvisering forsvandt.

## Elektric Music 1992 – 1998
Året efter, i 1992 havde Karl Bartos dannet et nyt band under navnet Elektric Music, som bestod af Karl Bartos og Andy McCluskey fra gruppen Orchestral Manoeuvres in the Dark også kendt som OMD. Under navnet Elektric Music udgiver de i 1993 albummet Esperanto og i 1998 Elektric Music. Sideløbende samarbejdede Karl Bartos også med Bernard Sumner og Johnny Marr fra Electronic på deres album fra 1996 Raise the Pressure og desuden var Bartos medforfatter sammen med Andy McCluskey på netop OMD's album Universal fra 1998.

## Solist 2003 –
I 2003 udgiver Karl Bartos i eget navn albummet Communication.

## Liveoptrædener
Som solist kan man stadig opleve Karl Bartos live. Senest da han optrådte til Klub Golem på Kulturmaskinen i Odense 27. februar 2010. Ellers har man kunne opleve ham til Rust midt på Nørrebro i København d. 7. juni 2007, hvor han optrådte sammen Mathias Black og Robert Baumanns. Desuden har Karl Bartos også optrådt på Roskilde Festival 2004, hvor han efter anmeldelsen  at dømme, gav en forrygende koncert.